# Claude Rouer
Claude Paul Lucien Rouer, född 25 oktober 1929 i Paris, död 23 juli 2021 i Villeneuve-Saint-Georges, var en fransk tävlingscyklist.
Rouer blev olympisk bronsmedaljör i laglinjeloppet vid sommarspelen 1952 i Helsingfors.